# Linda Thelma
Linda Thelma (n. 1884 en Argentina; m. Buenos Aires, 23 de julio de 1939) fue una cantante y actriz argentina de tango, famosa entre 1900 y 1930. Se encuentra entre los músicos que fundaron la cancionística del tango y grabaron los primeros discos del género.

## Biografía
Su nombre real era Ermelinda Spinelli y sus biógrafos han establecido que nació en 1884, aunque los datos son contradictorios. Tampoco se sabe con certeza dónde nació, pudiendo ser argentina, o italiana. A los seis años debutó como cantante ("tonadillera") en Buenos Aires, en 1890.
En 1904 comenzó a trabajar como actriz en la prestigiosa compañía de Jerónimo Podestá, y luego integró también las compañías de Guillermo Battaglia y Atilio Supparo.
Poco a poco comenzó a destacarse como cantante de canciones criollas y tangos. Debutó como cantante en 1909, en el teatro Roma de Buenos Aires. Ella misma describe en una entrevista el ambiente del tango en esos años iniciales:

En ese teatro no se aceptaban textos decentes, ni damas que quisiesen pasar por tales.

Su éxito como cantante de tangos fue inmediato, en una época en la que aún el tango no tenía una difusión masiva y era cuestionado por su moralidad y origen social. En 1919 fue tapa de la revista Mundo Argentino. En escena vestía de gaucho con espuelas y botas de charol.
Realizó giras por América Latina y Europa, cantando en España y en París, donde se presentó en el Moulin Rouge. Allí conoció a Francisco Canaro quien le ofreció integrar su orquesta como cantante. Con la orquesta de Canaro se presentó en Nueva York.
En 1929 conoció al presidente del Perú Augusto Leguía, con quien inició una relación sentimental radicándose en Lima y dejando la actuación. Pero en 1930 hubo un golpe militar que derrocó a Leguía y ordenó la deportación de Linda.
Luego de ello tuvo algunas presentaciones esporádicas hasta 1934.
El 23 de julio de 1939 falleció en el Hospital Rawson y fue enterrada en el panteón de actores del Cementerio de la Chacarita.

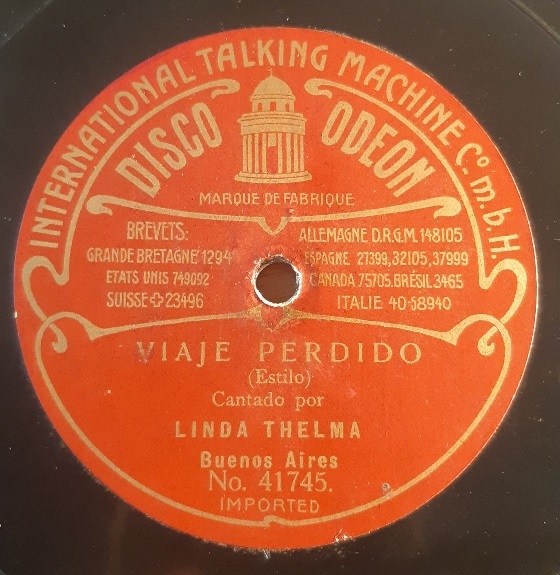
Disco de goma laca de Linda Thelma (Buenos Aires 1908)

## Discografía
Fue una de las primeras artistas en grabar música en Argentina. Su actividad discográfica comenzó en 1908, grabando catorce canciones para los sellos Odeon y Era. Cinco de esas canciones las grabó como solista, entre ellas los tangos "El pechador" y "El pilluza" y el estilo "Viejo perdido". Grabó también ocho canciones a dúo con Ángel Villoldo, entre ellas "El marido borracho" y "El lechero y la sirvienta" y una canción con R. Sánchez.
En 1922 y 1923 grabó diez temas para la discográfica Victor, entre ellos "Mi mala cara", "Mi ñata" y "Por cumplir". En este último disco, el lado B contiene la primera grabación de Rosita Quiroga, "Siempre criolla".